# ويليام أكامبراي
ويليام أكامبراي (بالفرنسية: William Accambray) مواليد 8 أبريل 1988 في كان، هو لاعب كرة يد فرنسي يلعب كظهير أيسر. يلعب حاليا مع نادي باريس سان جيرمان لكرة اليد ويحمل الرقم 6. مثل منتخب فرنسا لكرة اليد. شارك في دورة الألعاب الأولمبية الصيفية سنة 2012.

## سجل المنافسة
شارك في البطولات التالية:
- بطولة العالم لكرة اليد للرجال 2015
- بطولة أوروبا لكرة اليد للرجال 2012
- بطولة أوروبا لكرة اليد للرجال 2014
- الألعاب الأولمبية الصيفية 2012

## الإنجازات
- كرة اليد في الألعاب الأولمبية:
  - الفوز: 2012
- بطولة العالم لكرة اليد للرجال:
  - الفوز: 2011، 2015
- بطولة أوروبا لكرة اليد للرجال:
  - الفوز: 2014
- الدوري الفرنسي لكرة اليد:
  - الفوز: 2006، 2008، 2009، 2010، 2011، 2012

## روابط خارجية
- ويليام أكامبراي على موقع الاتحاد الأوروبي لكرة اليد (الإنجليزية)
- ويليام أكامبراي على موقع الاتحاد الفرنسي لكرة اليد (الفرنسية)
- ويليام أكامبراي على موقع أوليمبيديا (الإنجليزية)